# Cantone di Rosières-en-Santerre
Il Cantone di Rosières-en-Santerre era una divisione amministrativa dell'arrondissement di Montdidier.
È stato soppresso a seguito della riforma complessiva dei cantoni del 2014, che è entrata in vigore con le elezioni dipartimentali del 2015.
Comprendeva i comuni di:
- Bayonvillers
- Beaufort-en-Santerre
- Bouchoir
- Caix
- La Chavatte
- Chilly
- Folies
- Fouquescourt
- Fransart
- Guillaucourt
- Hallu
- Harbonnières
- Maucourt
- Méharicourt
- Parvillers-le-Quesnoy
- Punchy
- Rosières-en-Santerre
- Rouvroy-en-Santerre
- Vrély
- Warvillers